# Consul cecrops
Consul cecrops är en fjärilsart som beskrevs av Doubleday 1849. Consul cecrops ingår i släktet Consul och familjen praktfjärilar. Inga underarter finns listade i Catalogue of Life.